# San Damaso
San Damaso är en kyrkobyggnad i Rom, helgad åt den helige påven Damasus I. Kyrkan är belägen vid Largo San Vincenzo de' Paoli i quartiere Gianicolense och tillhör församlingen San Damaso.

## Historia
Kyrkan uppfördes 1956–1969 efter ritningar av arkitekten Pasquale Carbonara.

## Kommunikationer
- Busshållplats Dunant – Roms bussnät